# Mistrzostwa Świata w Zapasach 1950
Mistrzostwa Świata w Zapasach 1950 odbyły się w Sztokholmie (Szwecja).

## Styl klasyczny
| Konkurencja: | Złoto             | Srebro       | Brąz                      |
| ------------ | ----------------- | ------------ | ------------------------- |
| -52 kg       | Bengt Johansson   | Ali Yücel    | Muhammad al-Ward          |
| -57 kg       | Mahmud Hasan      | Halil Kaya   | Pietro Lombardi           |
| -62 kg       | Olle Anderberg    | Safi Taha    | As-Sajjid Muhammad Kindil |
| -67 kg       | József Gál        | Gustav Freij | Tevfik Yüce               |
| -73 kg       | Matti Siimanainen | Celal Atik   | Gösta Andersson           |
| -79 kg       | Axel Grönberg     | Ali Özdemir  | Gyula Németi              |
| -87 kg       | Muharrem Candaş   | Gyula Kovács | Trygve Byman              |
| +87 kg       | Bertil Antonsson  | Gyula Bóbis  | Adil Candemir             |

## Tabela medalowa
| Lp. | Państwo   | Złoto | Srebro | Brąz |
| --- | --------- | ----- | ------ | ---- |
| 1   | Szwecja   | 4     | 1      | 1    |
| 2   | Turcja    | 1     | 4      | 2    |
| 3   | Węgry     | 1     | 2      | 1    |
| 4   | Egipt     | 1     | 0      | 2    |
| 5   | Finlandia | 1     | 0      | 0    |
| 6   | Liban     | 0     | 1      | 0    |
| 7   | Włochy    | 0     | 0      | 1    |
|     | Norwegia  | 0     | 0      | 1    |